# 邬荣治
邬荣治（1881年—1949年），字心普，男，江西赣州南康县镜坝镇高坪人，近代中国语言学家、教育家，江西省南康中学创办人和首任校长。

## 生平
邬荣治生于清光绪七年（1881年），在清末考取秀才，民国初年就读于北京警官学校。
邬荣治毕业后投身于教育。回到家乡后，担任南康县乙种农业学校校长，此后任教于江西省立第四中学、省立第二师范学校、省立第三中学。此外，他还后在太窝乡嘴头村和朱坊乡天心岩开办补习学校。1937年，受时任县长钟有组的聘请，出任筹办南康县立初级中学。邬荣治已近花甲之年，且体弱多病，但他仍尽心尽力，精心筹划修建校舍，为聘请教职员工到处奔波，经过努力创办了南康县立初级中学（现江西省南康中学），被委任为校长。
邬荣治学识渊博，國學功底深厚，藏书颇丰。他对本土文化亦颇有研究，曾在1936年与郭选英编撰了《南康县志》，亦著有《赣南方言志》、《赣南方音考》、《赣方言考》等研究赣南地区客家话方言的著作。当中《赣南方音考》仿章太炎《新方言》之例，分类训释了南康话的方言词汇，并以方音与国音对比的方式，研究了当时江西南康方言的特点。《赣方言考》开创了赣方言的研究,最早使用"赣方言"一词。
邬荣治晚年息心学佛并食素，翻译过佛经著作《佛学易知》，还著有《净土家的行》和《重修兴教寺序》。他也研究中医，经常给村里的邻居免费看病，并为贫困患者支付药物费用。